# Iris (film, 2001)
Iris (v anglickém originále Iris) je britsko-americký dramatický film z roku 2001. Režisérem filmu je Richard Eyre. Hlavní role ve filmu ztvárnili Judi Dench, Kate Winslet, Jim Broadbent, Hugh Bonneville a Penelope Wilton.

## Obsazení
| Judi Dench      | Iris Murdoch  |
| Kate Winslet    | mladá Iris    |
| Jim Broadbent   | John Bayley   |
| Hugh Bonneville | mladý John    |
| Penelope Wilton | Janet Stone   |
| Juliet Aubrey   | mladá Janet   |
| Timothy West    | Maurice       |
| Samuel West     | mladý Maurice |
| Kris Marshall   | dr. Gudgeon   |

## Ocenění
- Oscar, Jim Broadbent - nejlepší herec ve vedlejší roli
- Zlatý globus, Jim Broadbent - nejlepší herec ve vedlejší roli ve filmu
- BAFTA, Judi Dench - nejlepší herečka v hlavní roli

Film byl dále nominován na 2 Oscary, 2 Zlaté globy, 5 cen BAFTA a 2 ceny SAG Award. Snímek získal dalších 10 menších ocenění.